# Harumi Miyako
Harumi Miyako (都 はるみ, Miyako Harumi), née le 22 février 1948, est une chanteuse japonaise du genre musical enka.
Née Harumi Kitamura (北村春美, Kitamura Harumi) à Kyoto, elle fait ses débuts en 1964. Sa popularité est durable : elle fait de fréquentes apparitions dans l'émission télévisée de fin d'année Kōhaku Uta Gassen (29 fois) et a joué dans un certain nombre de films.
Elle remporte le Japan Record Award en 1976 pour la chanson Kita no Yado kara.

## Filmographie sélective
- 1983 : C'est dur d'être un homme : La Chanteuse (男はつらいよ 旅と女と寅次郎, Otoko wa tsurai yo: Tabi to onna to Torajirō?) de Yōji Yamada : Harumi Kyo